# Liste der Monuments historiques in Arzano (Finistère)
Die Liste der Monuments historiques in Arzano (Finistère) führt die Monuments historiques in der französischen Gemeinde Arzano auf.

## Liste der Bauwerke
| Bezeichnung   | Beschreibung                          | Standort | Kennzeichnung | Schutzstatus | Datum | Bild           |
| ------------- | ------------------------------------- | -------- | ------------- | ------------ | ----- | -------------- |
| Manoir du Laz | Herrenhaus, erbaut im 16. Jahrhundert | (Lage)   | PA29000051    | Inscrit      | 2006  |                |
| Motte Roc’h   | Erbaut im Hochmittelalter             | (Lage)   | PA00135355    | Inscrit      | 1995  | weitere Bilder |

## Liste der Objekte
- Monuments historiques (Objekte) in Arzano (Finistère) in der Base Palissy des französischen Kultusministeriums